# 3639 Weidenschilling
3639 Weidenschilling è un asteroide della fascia principale. Scoperto nel 1985, presenta un'orbita caratterizzata da un semiasse maggiore pari a 2,4009385 UA e da un'eccentricità di 0,0991397, inclinata di 2,19880° rispetto all'eclittica.
L'asteroide è dedicato a Stuart J. Weidenschilling, ricercatore presso il Planetary Science Institute di Tucson, esperto nello studio delle origini del sistema solare.